# Natação nos Jogos Pan-Americanos de 2023 - 1500 m livre feminino
A competição de 1500 m livre feminino da natação nos Jogos Pan-Americanos de 2023 foi disputada em 25 de outubro no Centro Acuático Estadio Nacional, em Santiago, no Chile. No total, competiram 12 atletas de 9 Comitês Olímpicos Nacionais (CON).

## Calendário
Horário local (UTC-4).
| Data          | Horário | Fase  |
| ------------- | ------- | ----- |
| 25 de outubro | 16:00   | Final |

## Medalhistas
| Ouro   | USA Rachel Stege     |
| Prata  | CHI Kristel Köbrich  |
| Bronze | BRA Viviane Jungblut |

## Recordes
Antes desta competição, os recordes mundiais e dos Jogos Pan-Americanos da prova eram os seguintes:
| Tipo                             | Atleta                  | Tempo    | Local        | Data                 |
| -------------------------------- | ----------------------- | -------- | ------------ | -------------------- |
|                                  | USA Katie Ledecky       | 15m20s48 | Indianápolis | 16 de maio de 2018   |
| Recorde dos Jogos Pan-Americanos | ARG Delfina Pignatiello | 16m16s54 | Lima         | 10 de agosto de 2019 |

O seguinte novo recorde foi estabelecido durante esta competição:
| Data                  | Prova | Atleta       | Nacionalidade  | Tempo    | Recordes                         |
| --------------------- | ----- | ------------ | -------------- | -------- | -------------------------------- |
| 25 de outubro de 2023 | Final | Rachel Stege | Estados Unidos | 16:13.59 | Recorde dos Jogos Pan-Americanos |

## Resultados

### Final
A final foi realizada em 25 de outubro.
| Pos. | Bateria | Raia | Atleta              | Nacionalidade      | Tempo    | Notas                            |
| ---- | ------- | ---- | ------------------- | ------------------ | -------- | -------------------------------- |
| 01 ! | 2       | 7    | Rachel Stege        | USA Estados Unidos | 16:13.59 | Recorde dos Jogos Pan-Americanos |
| 02 ! | 2       | 3    | Kristel Köbrich     | CHI Chile          | 16:14.59 |                                  |
| 03 ! | 2       | 5    | Viviane Jungblut    | BRA Brasil         | 16:19.89 |                                  |
| 4    | 2       | 4    | Beatriz Dizotti     | BRA Brasil         | 16:24.65 |                                  |
| 5    | 2       | 6    | Agostina Hein       | ARG Argentina      | 16:35.63 |                                  |
| 6    | 2       | 2    | Erica Sullivan      | USA Estados Unidos | 16:41.21 |                                  |
| 7    | 2       | 1    | Malena Santillán    | ARG Argentina      | 16:47.71 |                                  |
| 8    | 2       | 8    | Laila Oravsky       | CAN Canadá         | 17:18.64 |                                  |
| 9    | 1       | 5    | María Yegres        | VEN Venezuela      | 17:26.48 |                                  |
| 10   | 1       | 3    | Kyra Rabess         | CAY Ilhas Cayman   | 17:35.40 |                                  |
| 11   | 1       | 4    | María Bramont-Arias | PER Peru           | 17:47.89 |                                  |
| 12   | 1       | 6    | Fátima Portillo     | ESA El Salvador    | 18:05.74 |                                  |

Legenda
| Recorde mundial                  | Recorde mundial (World record)               |                       | Recorde africano                      | Recorde africano (African) |                                           | Q | Classificado por posição (Qualified) |
| Recorde dos Jogos Pan-Americanos | Recorde pan-americano (Pan-American record)  | Recorde da América    | Recorde da América (Americas)         | q                          | Classificado por melhor tempo (Qualified) |   |                                      |
| Melhor marca do ano              | Melhor marca do ano (World leading)          | Recorde asiático      | Recorde asiático (Asian)              | DNS                        | Não largou (Did not start)                |   |                                      |
| Recorde nacional                 | Recorde nacional (National record)           | Recorde europeu       | Recorde europeu (European)            | DNF                        | Não terminou (Did not finish)             |   |                                      |
| Recorde pessoal                  | Recorde pessoal do atleta (Personal best)    | Recorde da Oceania    | Recorde da Oceania (Oceania)          | DSQ / DQ                   | Desclassificado (Disqualified)            |   |                                      |
| Recorde da temporada             | Recorde da temporada do atleta (Season best) | Recorde sul-americano | Recorde sul-americano (South America) | NM                         | Sem marca (No mark)                       |   |                                      |